# Trathala melanostoma
Trathala melanostoma är en stekelart som först beskrevs av Cameron 1906.  Trathala melanostoma ingår i släktet Trathala och familjen brokparasitsteklar. Inga underarter finns listade i Catalogue of Life.